# Крукшенк, Джон
Джон Александер Крукшенк (англ. John Alexander Cruickshank; 20 мая 1920, Абердин — август 2025) — шотландский бывший банкир и офицер Королевских военно-воздушных сил, награждённый Крестом Виктории за героизм во время Второй мировой войны. Он являлся последним живущим кавалером этой награды, полученной в ходе той войны.

## Биография

### Ранние годы
Крукшенк родился в Абердине, Шотландия, и получил образование в Королевской средней школе Эдинбурга, Грамматической школе Абердина и колледже Даниэля Стюарта. В 1938 году начал работать в Коммерческом банке Шотландии.

### Военная служба
В мае 1939 года, по совету отца, вступил в Территориальную армию, служа в Королевской артиллерии до лета 1941 года, после чего перевёлся в Добровольческий резерв Королевских ВВС. Прошёл лётную подготовку в Канаде и США, получив квалификацию пилота в июле 1942 года.
В марте 1943 года был назначен в 210-ю эскадрилью, базировавшуюся в Саллум Воу на Шетландских островах, где управлял гидросамолётами Consolidated PBY Catalina, выполняя патрулирование Северной Атлантики.

### Подвиг 17 июля 1944 года
17 июля 1944 года, во время патрулирования в Норвежском море, Крукшенк обнаружил немецкую подводную лодку типа VIIC на поверхности. При первой атаке глубинные бомбы не сработали, и он решился на второй заход под интенсивным огнём противника. В результате атаки подлодка была потоплена, но сам Крукшенк получил 72 ранения, включая два тяжёлых в грудь и десять в ноги. Несмотря на серьёзные травмы, он отказался от морфина, чтобы сохранить ясность ума, и помог второму пилоту безопасно посадить повреждённый самолёт после пятичасового полёта.
За этот подвиг он был награждён Крестом Виктории.

### После войны
После выздоровления Крукшенк не смог вернуться к лётной службе и продолжил карьеру в банковском деле. Он также участвовал в мероприятиях по повышению морального духа, посещая фабрики и военные учреждения.
Умер в августе 2025 года в возрасте 105 лет.

## Награды и почести
- Крест Виктории (1 сентября 1944 года)
- Air Efficiency Award (2024 год, спустя 75 лет после службы)